# ひだまりスケッチ (アニメ)
『ひだまりスケッチ』は、蒼樹うめによる日本の4コマ漫画作品『ひだまりスケッチ』を原作としたテレビアニメ作品。2007年に第1期がTBSほかにて放送され、その後第4期まで製作・放送された。

## 沿革
2007年1月からTBSほかで第1期全12話が放送された。また、2007年8月に開催された「TBSアニメフェスタ2007」で特別編の前編が先行公開され、2007年10月18日にBS-iで前編・後編の2話が放送された。
2007年11月18日に開催された番組イベント「超ひだまつり」において、第2期『ひだまりスケッチ×365』（さんろくご）が製作されることが発表された。「365」とは1年の365日と人間の平熱である36.5°Cとの2つの意味があり、蒼樹自身の案によるものである。2008年7月より第1期と同じ放送局で全13話が放送されたほか、DVD用に特別編が一本製作されている。また、2009年4月5日に行われたイベント「超ひだまつりZ」にて、新たな特別編の製作が発表された。同年10月17日、24日にBS-TBSで前後編が放送された。同2話は28日にDVDリリースされた。前編は2009年8月に開催された「TBSアニメフェスタ2009」にて先行公開された。
「TBSアニメフェスタ2009」において第3期シリーズ『ひだまりスケッチ×☆☆☆』（ほしみっつ）が製作されることが発表、2009年10月26日に公式サイトにて放送日時が発表され、2010年1月から全12話が放送された。なお、シリーズ初のBlu-ray DiscがDVDと同時発売されている。2010年8月7日に開催された「TBSアニメフェスタ2010」において特別編の放送が発表され、前編が先行公開された。同年10月23日・30日にBS-TBSで前後編が放送ならびにDVD・Blu-ray Discが発売された。
2011年3月28日に発売された『まんがタイムきららキャラット（2011年5月号）』で、特別編が新たに製作されることが発表され、2011年8月13日に開催された「TBSアニメフェスタ2011」にて、特別編のタイトルが『ひだまりスケッチ×SP』（すぺしゃる）であることが発表、BS-TBSにおいて同年10月29日に前編・11月5日に後編が放送された。
「TBSアニメフェスタ2011」において第4期シリーズが製作されることが発表され、「アニメ コンテンツ エキスポ 2012」においてタイトルが『ひだまりスケッチ×ハニカム』であることと、2012年10月より放送されることが発表され、同年12月までに全12話が放送された。「TBSアニメフェスタ2012」において2012年5月より病気療養中だったヒロ役の後藤邑子の復帰の目処が立ったことにより、続投することが発表された。TBSとBS-TBSでは第10話にて副音声で阿澄佳奈と水橋かおりによるオーディオコメンタリーが実施された。
2013年3月3日に行われた「超ひだまつりin日本武道館」において、『ひだまりスケッチ 沙英・ヒロ 卒業編』（さえ・ヒロ そつぎょうへん）を製作することが発表され（同年3月8日にはアニメ公式サイトで正式な告知とプロモーションビデオが公開）、BS-TBSで11月29日（27:00 - 28:00）に前編と後編が2話連続で放送された。

## 特徴
内容は原作にほぼ忠実だが、各話の順番はバラバラで、また第4期以外は時系列順でもなくバラバラである。そのため、主要登場キャラクター達がすでに知り合っていて仲良くなっている話の後に初対面の話がある、文化祭当日の話をやった後に文化祭前の文化祭準備の話がある、などといった現象が見られる。ゆのは第1・2期が1年生で、第3・4期が2年生。原作では登場しない作者蒼樹うめ自らが声を演じるうめ先生をはじめ、智花やリリなどといったアニメオリジナルキャラクターも登場する。原作ではあまり見られないゆのの入浴シーンが各話の最後のシーンで挿入され、そこでその日の出来事を振り返るという構成になっている。
過去に新房昭之総監督が担当した他作品のキャラクターが含まれるなどのネタがさり気なく詰め込まれている。冷蔵庫に貼ってある写真が前と変わるなど、気付かれにくい仕込みもある。
キャラクターの作画は期を重ねていくにつれ、次第に蒼樹が執筆する原作に準拠したタッチで描かれていくようになった。番組終了時の提供バックは『まんがタイムきらら』系列の作家陣ならびに原作者・アニメ制作会社・総監督と関係のある作家による、本作のキャラクターたちのイラストである。各期最終話は原作者である蒼樹うめのイラストとなる。なお、特別編ではこれらのイラストは用いられず、本編の1シーンが提供バックに使われる。
蒼樹は上記の通りうめ先生役として出演しているが、第1期当初から脚本会議に参加したり、アニメスタッフ用に設定資料を提供するなど、アニメにも積極的に協力している。蒼樹が特に印象に残っているのは第1期2話と5話。

### 演出上の特徴
このアニメの大きな特徴として、実写取り込み画像とスクリーントーン状の背景を効果的に使用していることが挙げられる。特に第1・2期では料理の実写取り込み画像が多用されており、オーディオコメンタリーによれば、スタッフが実際に調理した物を撮影して使用している。第3期では料理の実写取り込み画像が使用されなくなっているが、所々の止め絵・アイキャッチ・背景の一部に実写取り込み画像が使用されている。
また、パートの冒頭には映画のフィルム音と併せた5秒前からのカウントダウンが流れる。このカウントダウンに使用される絵もシリーズによって異なり、1期では太陽を見立てたデザイン、2期ではヒマワリやウメなどの花を見立てたデザイン、3期では夜空に映える星座の周りに「JAN（1月）」から「DEC（12月）」の文字を並べたデザイン、4期ではゆの→宮子→ヒロ→沙英→なずな→乃莉の順に六角形に並んで表示されたデフォルメ絵のデザインのものが使われている。
次回予告では、そのエピソードで使用する原作の4コマ1作を、吹き出しを含めたほぼそのままの状態で色付けし、1コマずつスクロールする手法を取っている。
第2期第1話に限り、その場面に適した英語のことわざを挿入している。

### 「富士山」
第1期第10話はTBS放送分のみ止め絵をバックに音声のみでストーリーが進行するシーンが多いバージョンが放送されたが、遅れネット局ではそれらの部分に手が加えられたものが放送された。銭湯の浴室の壁を「富士山」という文字だけで表現したことから、TBS版第10話は「富士山」と呼ばれることがある。
これは、1月11日から放送開始にも関わらずその年の元旦にオープニングを作り始めるなど、制作当初からスケジュールが厳しい状況が続いた末、該当話を放送局への納品期限に間に合わせるために苦肉の策として起きた現象である。その反省から第2期の『ひだまりスケッチ×365』では制作スタッフが「ノー・モア・富士山」を合言葉に制作され、「富士山」のような現象は起こらなかった。

## 登場人物と声の出演
- ゆの - 阿澄佳奈[6][7]
- 宮子 - 水橋かおり[6][7]
- ヒロ - 後藤邑子[6][7]
- 沙英 - 新谷良子[6][7]

- 吉野屋先生 - 松来未祐[6]
- 校長先生 - チョー[6]
- 大家さん - 沢城みゆき[6]
- 夏目 - 福圓美里[6]
- 智花 - 釘宮理恵[6]
- うめ先生 - 蒼樹うめ（原作者）[6]

『×☆☆☆』からの登場人物・声の出演
- 乃莉 - 原田ひとみ
- なずな - 小見川千明

なお、通常はナレーションを設けていないが、第2期第9話のみ立木文彦がナレーションとして参加している。

## スタッフ
|                                   | 第1期                                             | 第2期                                             | 第3期                                             | 第4期                                             |
| --------------------------------- | ------------------------------------------------- | ------------------------------------------------- | ------------------------------------------------- | ------------------------------------------------- |
| 原作                              | 蒼樹うめ（芳文社「まんがタイムきららCarat」連載） | 蒼樹うめ（芳文社「まんがタイムきららCarat」連載） | 蒼樹うめ（芳文社「まんがタイムきららCarat」連載） | 蒼樹うめ（芳文社「まんがタイムきららCarat」連載） |
| 総監督（第1期） 監督（第2 - 4期） | 新房昭之                                          | 新房昭之                                          | 新房昭之                                          | 新房昭之                                          |
| 監督                              | 八瀬祐樹（OVA）                                   | 八瀬祐樹（OVA）                                   | 八瀬祐樹（OVA）                                   | 八瀬祐樹（OVA）                                   |
| 監督                              | 飯村正之（特別編第1話）                           | N/A                                               | N/A                                               | N/A                                               |
| チーフディレクター                | 上坪亮樹                                          | N/A                                               | N/A                                               | N/A                                               |
| シリーズディレクター              | N/A                                               | N/A                                               | 石倉賢一                                          | 八瀬祐樹                                          |
| プロデューサー                    | 田中潤一朗、岩上敦宏、加藤昱夫、金庭こず恵        | 田中潤一朗、岩上敦宏、加藤昱夫、金庭こず恵        | 田中潤一朗、岩上敦宏、加藤昱夫、金庭こず恵        | 田中潤一朗、岩上敦宏、加藤昱夫、金庭こず恵        |
| シリーズ構成                      | 長谷川菜穂子                                      | 長谷川菜穂子                                      | 長谷川菜穂子                                      | 長谷川菜穂子                                      |
| シリーズ構成                      | N/A                                               | 与口奈津江                                        | N/A                                               | 大嶋実句                                          |
| キャラクターデザイン ・総作画監督 | 伊藤良明                                          | 伊藤良明                                          | 伊藤良明                                          | 伊藤良明                                          |
| 総作画監督                        | N/A                                               | N/A                                               | N/A                                               | 西田美弥子 中山初絵（第5話 - ）                   |
| 美術監督                          | 飯島寿治                                          | 飯島寿治                                          | 飯島寿治                                          | 飯島寿治                                          |
| 色彩設計                          | 滝沢いづみ                                        | 滝沢いづみ                                        | 滝沢いづみ                                        | 滝沢いづみ                                        |
| ビジュアルエフェクト              | 酒井基                                            | 酒井基                                            | 酒井基                                            | 酒井基                                            |
| 撮影監督                          | 樋口哲治（第1話） 江藤慎一郎（特別編）            | N/A                                               | 江藤慎一郎                                        | 江上怜                                            |
| 編集                              | 関一彦                                            | 関一彦                                            | 関一彦                                            | 関一彦                                            |
| 音響監督                          | 亀山俊樹                                          | 亀山俊樹                                          | 亀山俊樹                                          | 亀山俊樹                                          |
| 音楽                              | 菊谷知樹                                          | 菊谷知樹                                          | 菊谷知樹                                          | 菊谷知樹                                          |
| 音楽プロデューサー                | 斎藤滋                                            | 斎藤滋                                            | 斎藤滋                                            | 斎藤滋                                            |
| 音楽プロデューサー                | 伊藤善之                                          | 伊藤善之                                          | N/A                                               | N/A                                               |
| 音楽制作                          | ランティス                                        | ランティス                                        | ランティス                                        | ランティス                                        |
| プロダクション ディレクター       | N/A                                               | 尾石達也                                          | N/A                                               | N/A                                               |
| アニメーション制作                | シャフト                                          | シャフト                                          | シャフト                                          | シャフト                                          |
| 製作協力                          | アニプレックス、芳文社、ムービック                | アニプレックス、芳文社、ムービック                | アニプレックス、芳文社、ムービック                | アニプレックス、芳文社、ムービック                |
| 製作                              | ひだまり荘管理組合、TBS                           | ひだまり荘管理組合、TBS                           | ひだまり荘管理組合、TBS                           | ひだまり荘管理組合、TBS                           |

## 楽曲
オープニングテーマ
特別編では2番の歌詞が使用された（第2期の場合、冒頭部についてはそのまま使用）。ボーカルは第3期まではゆの（阿澄佳奈）、宮子（水橋かおり）、ヒロ（後藤邑子）、沙英（新谷良子）の4人だが、第4期では乃莉（原田ひとみ）、なずな（小見川千明）の2人が追加されている。
「スケッチスイッチ」（第1期）
作詞 - 秋乃零斗 / 作曲 - 前澤寛之 / 編曲 - 安藤高弘 / 歌 - 阿澄佳奈、水橋かおり、新谷良子、後藤邑子
「?でわっしょい」（×365）
作詞 - 畑亜貴 / 作曲 - Tatsh / 編曲 - 安藤高弘 / 歌 - ゆの（阿澄佳奈）、宮子（水橋かおり）、ヒロ（後藤邑子）、沙英（新谷良子）
「スケッチスイッチ」とは違い、キャラクター名義となっている（OPでの表記は第1期同様に声優名義となっている）。
「できるかなって☆☆☆」（×☆☆☆）
作詞 - 畑亜貴 / 作曲 - 村井大 / 編曲 - 安藤高弘 / 歌 - ゆの（阿澄佳奈）、宮子（水橋かおり）、ヒロ（後藤邑子）、沙英（新谷良子）
「気まぐれ、じゃんけんポンっ!」（×SP）
作詞 - micco / 作曲 - 白戸佑輔 / 編曲 - 安藤高弘 / 歌 - ゆの（阿澄佳奈）、宮子（水橋かおり）、ヒロ（後藤邑子）、沙英（新谷良子）
「おーぷん☆きゃんばす」（×ハニカム、卒業編）
作詞・作曲 - ZAQ / 編曲 - A-bee / 歌 - ゆの（阿澄佳奈）、宮子（水橋かおり）、ヒロ（後藤邑子）、沙英（新谷良子）、乃莉（原田ひとみ）、なずな（小見川千明）
卒業編第2話は2番を使用。

エンディングテーマ
「芽生えドライブ」（第1期）
作詞 - micco / 作曲・編曲 - 菊池達也 / 歌 - marble
「流星レコード」（×365）
作詞 - micco / 作曲・編曲 - 菊池達也 / ストリングスアレンジ - ぺーじゅん / 歌 - marble
「さくらさくら咲く 〜あの日君を待つ 空と同じで〜」（×☆☆☆）
作詞 - micco / 作曲・編曲 - 菊池達也 / ストリングスアレンジ - ぺーじゅん / 歌 - marble
「nora」（×SP）
作詞 - micco / 作曲・編曲 - 菊池達也 / 歌 - marble
「夢ぐも」（×ハニカム、卒業編第1話）
作詞・作曲 - micco / 編曲 - 菊池達也 / 歌 - marble
「またね、ようこそ、ひだまり荘」（卒業編第2話）
作詞 - ZAQ / 作曲・編曲 - 三輪智也 / 歌 - ゆの（阿澄佳奈）、宮子（水橋かおり）

挿入歌
いずれも第1期第4話で使用されたが、「夢グライダー」のみ第2期第5話と第11話でも用いられた。以下の曲リストは上から本編での使用順に並べている。
| 曲名         | 作詞     | 作曲・編曲 | 歌手                   |
| ------------ | -------- | ---------- | ---------------------- |
| 磨きましょ   | げるたん | 柳浦遊     | ヒロ（後藤邑子）       |
| Flyで飛んで  | げるたん | 柳浦遊     | ヒロ（後藤邑子）       |
| ひとつの鍵   | げるたん | 千葉玲未   | 沙英（新谷良子）       |
| キラリヒラリ | げるたん | 柳浦遊     | 吉野屋先生（松来未祐） |
| 夢グライダー | げるたん | 藤永賢太郎 | ゆの（阿澄佳奈）       |
| 冷たい雨     | げるたん | 藤井亮太   | 宮子（水橋かおり）     |
| お菓子工場   | げるたん | 板倉綾子   | ヒロ（後藤邑子）       |
| 夢と希望     | げるたん | 柳浦遊     | ヒロ（後藤邑子）       |
「さくらさくら咲く 〜あの日君を待つ 空と同じで〜 〜Acoustic&hidamarble version〜」（卒業編第2話）
作詞 - micco / 作曲・編曲 - 菊池達也 / ストリングスアレンジ - ぺーじゅん / 歌 - marble

## 各話リスト
順番は※1：シリーズごと、※2：全シリーズ・全話通してのもの。
| 話数                               | 作中の日付                          | サブタイトル                                | 脚本                      | 絵コンテ                  | 演出                      | 作画監督                                           | 提供バック イラスト       | 順番                      | 順番                      | 視点                      |
| 話数                               | 作中の日付                          | サブタイトル                                | 脚本                      | 絵コンテ                  | 演出                      | 作画監督                                           | 提供バック イラスト       | ※1                        | ※2                        | 視点                      |
| ひだまりスケッチ（第1期）          | ひだまりスケッチ（第1期）           | ひだまりスケッチ（第1期）                   | ひだまりスケッチ（第1期） | ひだまりスケッチ（第1期） | ひだまりスケッチ（第1期） | ひだまりスケッチ（第1期）                          | ひだまりスケッチ（第1期） | ひだまりスケッチ（第1期） | ひだまりスケッチ（第1期） | ひだまりスケッチ（第1期） |
| ---------------------------------- | ----------------------------------- | ------------------------------------------- | ------------------------- | ------------------------- | ------------------------- | -------------------------------------------------- | ------------------------- | ------------------------- | ------------------------- | ------------------------- |
| 第1話                              | 1月11日                             | 冬のコラージュ                              | 長谷川菜穂子              | 上坪亮樹                  | 上坪亮樹                  | 伊藤良明                                           | ヒロユキ                  | 13                        | 35                        | -                         |
| 第2話                              | 8月21日                             | ニッポンの夏                                | 木滝りま                  | 尾石達也                  | 尾石達也                  | 守岡英行、伊藤良明                                 | きゆづきさとこ            | 6                         | 19                        | -                         |
| 第3話                              | 6月17日                             | またはインド人                              | 久保田雅史                | 佐伯昭志                  | 石倉賢一                  | 西尾公伯                                           | 今井神                    | 3                         | 11                        | -                         |
| 第4話                              | 5月18日                             | 歌うショートケーキ                          | 長谷川菜穂子              | 椎谷太志 藤本ジ朗         | 森義博                    | 宮崎修治                                           | 湖西晶                    | 2                         | 6                         | -                         |
| 第5話                              | 2月13日                             | こころとからだ                              | 長谷川菜穂子              | 椎谷太志                  | 上坪亮樹                  | 古川英樹                                           | ととねみぎ                | 14                        | 40                        | -                         |
| 第6話                              | 7月14日                             | ひんやり・まったり                          | 久保田雅史                | 水野和則                  | 吉田秀之                  | 吉田秀之                                           | 石田あきら                | 4                         | 14                        | -                         |
| 第7話                              | 10月12日                            | 嵐ノ乾燥剤                                  | 与口奈津江                | 高村和宏                  | 飯村正之                  | 潮月一也、宮崎修治                                 | 蕃納葱                    | 8                         | 23                        | -                         |
| 第8話                              | 3月13日                             | 3%の希望                                    | 与口奈津江                | 藤本ジ朗                  | 飯村正之                  | 宮崎修治                                           | あぼしまこ                | 16                        | 46                        | -                         |
| 第9話                              | 9月4日                              | 裏新宿の狼                                  | 久保田雅史                | 石倉賢一                  | 石倉賢一                  | 西尾公伯                                           | 門井亜矢                  | 7                         | 20                        | -                         |
| 第10話                             | 11月3日                             | ゆのさま                                    | 与口奈津江                | 椎谷太志                  | 尾石達也                  | 森尾秀樹                                           | MATSUDA98                 | 9                         | 27                        | -                         |
| 第11話                             | 4月28日                             | まーるキャベツ                              | 久保田雅史                | 森義博                    | 森義博                    | 中山初絵                                           | 氷川へきる                | 1                         | 5                         | -                         |
| 第12話                             | 12月24日                            | ChristmasEve                                | 長谷川菜穂子              | 上坪亮樹 椎谷太志         | 飯村正之                  | 西田美弥子、古川英樹                               | 蒼樹うめ                  | 11                        | 32                        | -                         |
| 第12話                             | 12月25日                            | サヨナラ…うめ先生                           | 長谷川菜穂子              | 上坪亮樹 椎谷太志         | 飯村正之                  | 西田美弥子、古川英樹                               | 蒼樹うめ                  | 12                        | 33                        | -                         |
| 特別編1                            | 8月11日                             | そして元の位置に戻す                        | 与口奈津江                | 帆村壮二                  | 飯村正之                  | 中山初絵                                           | -                         | 5                         | 18                        | -                         |
| 特別編2                            | 11月27日                            | そこに愛はあるのか?                         | 長谷川菜穂子              | 上坪亮樹                  | 上坪亮樹                  | 伊藤良明                                           | -                         | 10                        | 29                        | -                         |
| ひだまりスケッチ×365（第2期）      |                                     |                                             |                           |                           |                           |                                                    |                           |                           |                           |                           |
| 第1話                              | 4月5日 （2月9日、10日、14日、15日） | はじめまして! うめてんてー                  | 長谷川菜穂子              | 尾石達也                  | 尾石達也                  | 伊藤良明                                           | ヤス                      | 1                         | 3                         | -                         |
| 第2話                              | 2月6日                              | サクラサクラ                                | 与口奈津江                | 森義博                    | 森義博                    | 実原登                                             | 長月みそか                | 17                        | 37                        | -                         |
| 第3話                              | 5月27日                             | 狛モンスター                                | 大嶋実句                  | 本田敬一                  | 本田敬一                  | 川元まりこ                                         | 未影                      | 3                         | 7                         | -                         |
| 第4話                              | 3月16日 - 23日                      | まろやかツナ風味                            | 与口奈津江                | 江上潔                    | 大沼心                    | 古川英樹                                           | すか                      | 22                        | 47                        | -                         |
| 第4話                              | 10月31日                            | ガガガガ                                    | 与口奈津江                | 江上潔                    | 大沼心                    | 古川英樹                                           | すか                      | 13                        | 26                        | -                         |
| 第5話                              | 3月25日                             | おめちか                                    | 長谷川菜穂子              | 福田道生                  | 板村智幸                  | 潮月一也                                           | 異識                      | 23                        | 48                        | -                         |
| 第6話                              | 7月30日                             | さえ太                                      | 大嶋実句                  | 石倉賢一                  | 石倉賢一                  | 横井将史                                           | 藤真拓哉                  | 9                         | 16                        | -                         |
| 第6話                              | 11月11日                            | ヒロえもん                                  | 大嶋実句                  | 石倉賢一                  | 石倉賢一                  | 横井将史                                           | 藤真拓哉                  | 14                        | 28                        | -                         |
| 第7話                              | 4月7日                              | 入学式と歓迎会                              | 大嶋実句                  | 森義博                    | 森義博                    | 中山初絵                                           | 湖湘七巳                  | 2                         | 4                         | -                         |
| 第8話                              | 10月13日                            | お山の大将                                  | 与口奈津江                | 本田敬一                  | 飯村正之                  | 本田敬一                                           | 爆天童                    | 12                        | 24                        | -                         |
| 第9話                              | 8月5日                              | ナツヤスメナーイ                            | 与口奈津江                | 藤本ジ朗                  | 藤本ジ朗                  | 古川英樹                                           | 秋★枝                     | 10                        | 17                        | -                         |
| 第9話                              | 12月3日                             | 裏新宿の狼 PARTII                           | 与口奈津江                | 藤本ジ朗                  | 藤本ジ朗                  | 古川英樹                                           | 秋★枝                     | 15                        | 30                        | -                         |
| 第10話                             | 6月8日                              | まーるニンジン                              | 大嶋実句                  | 森義博                    | 板村智幸                  | 田中穣                                             | 遠藤海成                  | 6                         | 10                        | -                         |
| 第11話                             | 9月28日                             | パンツの怪                                  | 与口奈津江                | 森義博                    | 森義博                    | 中山初絵                                           | 小林尽                    | 11                        | 22                        | -                         |
| 第12話                             | 7月7日                              | 見ちゃダメ                                  | 大嶋実句                  | 帆村壮二                  | 石倉賢一                  | 伊藤良明                                           | 久米田康治                | 7                         | 12                        | -                         |
| 第12話                             | 7月8日                              | 四人                                        | 大嶋実句                  | 帆村壮二                  | 石倉賢一                  | 伊藤良明                                           | 久米田康治                | 8                         | 13                        | -                         |
| 第13話                             | 1月10日                             | おかえり…うめ先生                           | 長谷川菜穂子              | 飯村正之                  | 飯村正之                  | 潮月一也                                           | 蒼樹うめ                  | 16                        | 34                        | -                         |
| EX （TV未放送）                    | 2月24日                             | ポラロイドン                                | 与口奈津江                | 森義博                    | 森義博                    | 中山初絵                                           | -                         | 20                        | 42                        | -                         |
| EX （TV未放送）                    | 2月25日                             | 忘れてないよ                                | 与口奈津江                | 森義博                    | 森義博                    | 中山初絵                                           | -                         | 21                        | 43                        | -                         |
| 特別編 前編                        | 2月10日                             | どこでも自転車                              | 与口奈津江                | 森義博                    | 森義博                    | 中山初絵、実原登 伊藤良明                          | -                         | 18                        | 38                        | -                         |
| 特別編 前編                        | 2月11日                             | うさぎとかめ                                | 与口奈津江                | 森義博                    | 森義博                    | 中山初絵、実原登 伊藤良明                          | -                         | 19                        | 39                        | -                         |
| 特別編 後編                        | 6月6日                              | 赤い糸                                      | 長谷川菜穂子              | 石倉賢一                  | 石倉賢一                  | 伊藤良明                                           | -                         | 4                         | 8                         | -                         |
| 特別編 後編                        | 6月7日                              | イミシン                                    | 長谷川菜穂子              | 石倉賢一                  | 石倉賢一                  | 伊藤良明                                           | -                         | 5                         | 9                         | -                         |
| ひだまりスケッチ×☆☆☆（第3期）      |                                     |                                             |                           |                           |                           |                                                    |                           |                           |                           |                           |
| 第1話                              | 2月27日 - 3月4日                    | 真っ赤点                                    | 与口奈津江                | 進藤里子                  | 宮本幸裕                  | 伊藤良明、杉山延寛 西田美弥子                      | 平つくね                  | 9                         | 44                        | ゆの                      |
| 第1話                              | 4月3日 （4月1日）                   | ようこそ ひだまり荘へ                       | 与口奈津江                | 進藤里子                  | 宮本幸裕                  | 伊藤良明、杉山延寛 西田美弥子                      | 平つくね                  | 11                        | 49                        | ゆの                      |
| 第2話                              | 4月6日 - 4月7日                     | イエス ノー                                 | 長谷川菜穂子              | 江島泰男 小俣真一         | 江島泰男 宮本幸裕         | 鎌田均、実原登 山村洋貴                            | 大沖                      | 12                        | 50                        | なずな                    |
| 第2話                              | 7月19日                             | オリーブ                                    | 長谷川菜穂子              | 江島泰男 小俣真一         | 江島泰男 宮本幸裕         | 鎌田均、実原登 山村洋貴                            | 大沖                      | 3                         | 15                        | 宮子                      |
| 第3話                              | 4月8日 - 4月9日                     | 決断                                        | 大嶋実句                  | 山田次郎                  | 清水久敏                  | 西田美弥子、潮月一也                               | シバユウスケ              | 13                        | 51                        | ゆの                      |
| 第3話                              | 12月10日                            | カップ小さいですから                        | 大嶋実句                  | 山田次郎                  | 清水久敏                  | 西田美弥子、潮月一也                               | シバユウスケ              | 6                         | 31                        | 沙英                      |
| 第4話                              | 4月15日                             | 日当たり良好                                | 与口奈津江                | 近藤一英                  | 近藤一英                  | 原田峰文、鈴木裕輔                                 | カヅホ                    | 14                        | 52                        | 乃莉                      |
| 第5話                              | 4月20日                             | オンナノコのきもち                          | 長谷川菜穂子              | 小俣真一                  | 美甘義人                  | 青葉たろ、宍戸久美子                               | 黒田bb                    | 15                        | 53                        | ゆの                      |
| 第5話                              | 1月31日                             | まっすぐな言葉                              | 長谷川菜穂子              | 小俣真一                  | 美甘義人                  | 青葉たろ、宍戸久美子                               | 黒田bb                    | 7                         | 36                        | ゆの                      |
| 第6話                              | 10月15日                            | 空の高さも木立の影も                        | 長谷川菜穂子              | 鎌田祐輔                  | 鎌田祐輔                  | 鎌田均、梶浦紳一郎 高野晃久、西田美弥子            | 双                        | 5                         | 25                        | 吉野屋先生                |
| 第6話                              | 4月26日 - 4月27日                   | 恋愛上級者                                  | 長谷川菜穂子              | 鎌田祐輔                  | 鎌田祐輔                  | 鎌田均、梶浦紳一郎 高野晃久、西田美弥子            | 双                        | 16                        | 54                        | ゆの                      |
| 第7話                              | 5月3日 - 5月4日                     | 7等分の日                                   | 長谷川菜穂子              | 葛谷直行                  | 飯村正之                  | 西田美弥子、潮月一也                               | 牛木義隆                  | 17                        | 55                        | 智花                      |
| 第8話                              | 5月13日 - 5月14日                   | ゆのクラブ                                  | 大嶋実句                  | 高橋正典                  | 高橋正典                  | 小菅和久                                           | 三上小又                  | 18                        | 58                        | ゆの                      |
| 第8話                              | 9月26日 - 9月27日                   | やっぱりナスが好き                          | 大嶋実句                  | 高橋正典                  | 高橋正典                  | 小菅和久                                           | 三上小又                  | 4                         | 21                        | ゆの                      |
| 第9話                              | 11月22日                            | 三年生と一年生                              | 長谷川菜穂子              | 近藤一英                  | 近藤一英                  | 原田峰文、鈴木裕輔 潮月一也                        | こむそう                  | 2                         | 2                         | ヒロ                      |
| 第9話                              | 5月21日                             | 泣く女                                      | 長谷川菜穂子              | 近藤一英                  | 近藤一英                  | 原田峰文、鈴木裕輔 潮月一也                        | こむそう                  | 19                        | 61                        | ゆの                      |
| 第10話                             | 5月28日 - 6月2日                    | ひだまりパレット                            | 大嶋実句                  | 小俣真一                  | 遠藤晋                    | 本多美乃、宮西多麻子 西田美弥子                    | CUTEG                     | 20                        | 63                        | ゆの                      |
| 第11話                             | 6月5日                              | マッチ棒の謎                                | 与口奈津江                | 清水久敏                  | 清水久敏                  | 藤田正幸、桝井一平 潮月一也                        | ここのか                  | 21                        | 64                        | ゆの                      |
| 第11話                             | 2月16日                             | 48.5cm                                      | 与口奈津江                | 清水久敏                  | 清水久敏                  | 藤田正幸、桝井一平 潮月一也                        | ここのか                  | 8                         | 41                        | ゆの                      |
| 第11話                             | 3月7日                              | 春                                          | 与口奈津江                | 清水久敏                  | 清水久敏                  | 藤田正幸、桝井一平 潮月一也                        | ここのか                  | 10                        | 45                        | ゆの                      |
| 第12話                             | 7月12日                             | みつぼし×リコピン                           | 長谷川菜穂子              | 近藤一英                  | 石倉賢一 遠藤晋           | 西田美弥子、潮月一也                               | 蒼樹うめ                  | 24                        | 67                        | ゆの                      |
| 特別編 前編                        | 6月11日                             | ファミレスわっしょい!                       | 大嶋実句                  | 近藤一英                  | 遠藤晋                    | 潮月一也                                           | -                         | 22                        | 65                        | ゆの                      |
| 特別編 前編                        | 4月7日 - 4月17日                    | なつめ…                                     | 大嶋実句                  | 近藤一英                  | 石倉賢一                  | 西田美弥子                                         | -                         | 1                         | 1                         | 夏目                      |
| 特別編 後編                        | 6月23日 - 6月25日                   | 帰っちゃった                                | 大嶋実句                  | 石倉賢一                  | 石倉賢一                  | 伊藤良明                                           | -                         | 23                        | 66                        | ゆの                      |
| 特別編 後編                        | 7月30日                             | バベキュ                                    | 大嶋実句                  | 石倉賢一                  | 石倉賢一                  | 潮月一也                                           | -                         | 25                        | 69                        | ゆの                      |
| ひだまりスケッチ×SP                |                                     |                                             |                           |                           |                           |                                                    |                           |                           |                           |                           |
| 前編                               | 7月15日                             | 感じるままに                                | 長谷川菜穂子              | 伊藤良明                  | 板村智幸                  | 谷川亮介                                           | -                         | 3                         | 68                        | ゆの                      |
| 前編                               | 8月28日                             | プカリ                                      | 長谷川菜穂子              | 伊藤良明                  | 板村智幸                  | 潮月一也                                           | -                         | 4                         | 70                        | ゆの                      |
| 後編                               | 5月9日                              | ザブザブザザー!!                            | 大嶋実句                  | 進藤里子                  | 宮本幸裕                  | 中山初絵                                           | -                         | 1                         | 57                        | ゆの                      |
| 後編                               | 5月25日                             | らっしゃい!肉の里                           | 大嶋実句                  | 進藤里子                  | 宮本幸裕                  | 潮月一也                                           | -                         | 2                         | 62                        | ゆの                      |
| ひだまりスケッチ×ハニカム（第4期） |                                     |                                             |                           |                           |                           |                                                    |                           |                           |                           |                           |
| 第1話                              | 5月6日 - 5月15日                    | 狭い日本 そんなに急いで どこへ行く          | 大嶋実句                  | 龍輪直征                  | 八瀬祐樹                  | 潮月一也、西田美弥子                               | 庭                        | 1                         | 56                        | ゆの                      |
| 第1話                              | 5月16日 - 5月18日                   | どこでもでっかいどう                        | 大嶋実句                  | 龍輪直征                  | 八瀬祐樹                  | 潮月一也、西田美弥子                               | 庭                        | 2                         | 59                        | ゆの                      |
| 第2話                              | 5月18日 - 5月19日                   | 上からゆのさま                              | 大嶋実句                  | 龍輪直征                  | 美甘義人                  | 潮月一也、浅井昭人 清水勝祐、武本大介              | 川井マコト                | 3                         | 60                        | 乃莉                      |
| 第3話                              | 8月31日                             | 夏休み最後の来訪者                          | 長谷川菜穂子              | 佐々木満                  | 石川俊介                  | 宮西多麻子、稲田真樹                               | 原悠衣                    | 4                         | 71                        | 宮子                      |
| 第3話                              | 9月1日                              | おかしもち                                  | 長谷川菜穂子              | 佐々木満                  | 石川俊介                  | 宮西多麻子、稲田真樹                               | 原悠衣                    | 5                         | 72                        | ゆの                      |
| 第4話                              | 9月15日                             | 勝利のシャッターチャンス!! 勝つのは宮子だ!! | 長谷川菜穂子              | 佐々木満                  | 村田尚樹                  | 松原栄介、志賀道憲                                 | 華々つぼみ                | 6                         | 73                        | ゆの                      |
| 第5話                              | 9月17日 - 9月19日                   | ナズナゴハン                                | 大嶋実句                  | 潮月一也                  | 江副仁美                  | 本多恵美                                           | 小波ちま                  | 7                         | 74                        | なずな                    |
| 第5話                              | 9月28日                             | マヨナカノリスケ                            | 大嶋実句                  | 潮月一也                  | 江副仁美                  | 本多恵美                                           | 小波ちま                  | 9                         | 76                        | 乃莉                      |
| 第6話                              | 9月25日                             | おしゃべりスケッチ                          | 大嶋実句                  | 八瀬祐樹                  | 平田豊                    | 潮月一也、宮西多麻子 清水勝祐、西山忍              | 小川麻衣子                | 8                         | 75                        | ゆの                      |
| 第6話                              | 9月29日 - 9月30日                   | ヒロさん                                    | 大嶋実句                  | 八瀬祐樹                  | 平田豊                    | 潮月一也、宮西多麻子 清水勝祐、西山忍              | 小川麻衣子                | 10                        | 77                        | ヒロ                      |
| 第7話                              | 10月5日 - 10月6日                   | パンフコンペッペ                            | 長谷川菜穂子              | 佐々木満                  | 奥野耕太                  | 田中美穂                                           | あfろ                     | 11                        | 78                        | ゆの                      |
| 第7話                              | 10月6日 - 10月8日                   | ひみつのデート                              | 長谷川菜穂子              | 佐々木満                  | 奥野耕太                  | 田中美穂                                           | あfろ                     | 12                        | 79                        | ゆの                      |
| 第8話                              | 10月11日、10月30日                  | 恐怖!やまぶき祭 準備編                      | 長谷川菜穂子              | 佐々木満                  | 石川俊介                  | 山村洋貴、豊田暁子 西山忍、清水勝祐 武本大介       | Koi                       | 13                        | 80                        | ゆの                      |
| 第8話                              | 11月3日                             | 怪奇!やまぶき祭 当日編                      | 長谷川菜穂子              | 佐々木満                  | 石川俊介                  | 山村洋貴、豊田暁子 西山忍、清水勝祐 武本大介       | Koi                       | 14                        | 81                        | ゆの                      |
| 第9話                              | 11月10日                            | ほほえみがえし                              | 大嶋実句                  | 佐々木満                  | 宮本幸裕                  | 潮月一也、宮西多麻子                               | 玄鉄絢                    | 15                        | 82                        | 沙英                      |
| 第10話                             | 12月2日                             | 学べる雪合戦                                | 大嶋実句                  | 小俣真一                  | 奥野耕太                  | 桜井正明、武本大介 藤原未来夫                      | るい・たまち              | 16                        | 83                        | ゆの                      |
| 第10話                             | 12月15日                            | ひだまり応援団                              | 大嶋実句                  | 小俣真一                  | 奥野耕太                  | 桜井正明、武本大介 藤原未来夫                      | るい・たまち              | 17                        | 84                        | 智花                      |
| 第11話                             | 12月22日                            | お姉ちゃんだったのですね                    | 長谷川菜穂子              | 佐々木満                  | 江副仁美                  | 本多恵美、藤田正幸 吉本拓二、丸山修二 櫻井司       | 春日歩                    | 19                        | 86                        | ゆの                      |
| 第11話                             | 12月21日 - 12月24日                 | うろおぼえうた                              | 長谷川菜穂子              | 佐々木満                  | 江副仁美                  | 本多恵美、藤田正幸 吉本拓二、丸山修二 櫻井司       | 春日歩                    | 18                        | 85                        | 夏目                      |
| 第12話                             | 12月31日 - 1月1日                   | ゆく年くる年                                | 大嶋実句                  | 八瀬祐樹                  | 八瀬祐樹                  | 伊藤良明、西田美弥子 中山初絵、潮月一也 宮西多麻子 | 蒼樹うめ                  | 20                        | 87                        | ゆの                      |
| ひだまりスケッチ 沙英・ヒロ 卒業編 |                                     |                                             |                           |                           |                           |                                                    |                           |                           |                           |                           |
| 第1話                              | 2月1日 - 20日                       | 受験スケッチ                                | 大嶋実句                  | 潮月一也                  | 八瀬祐樹                  | 潮月一也、西田美弥子                               | -                         | 1                         | 88                        | -                         |
| 第2話                              | 2月28日 - 3月1日                    | 卒業スケッチ                                | 大嶋実句                  | 八瀬祐樹                  | -                         | 潮月一也、西田美弥子                               | 蒼樹うめ                  | 2                         | 89                        | -                         |

## 放送局
| 関東広域圏                         | 東京放送     | 2007年1月11日 - 3月29日        | 木曜 25:25 - 25:55 | TBS系列           | 製作局                                      |
| 中京広域圏                         | 中部日本放送 | 2007年1月19日 - 4月6日         | 金曜 26:40 - 27:10 | TBS系列           |                                             |
| 日本全域                           | BS-i         | 2007年1月25日 - 4月12日        | 木曜 24:30 - 25:00 | BS放送            |                                             |
| 日本全域                           | BS-i         | 2007年10月18日                 | 木曜 24:30 - 25:30 | BS放送            | 特別編（2話連続放送）                       |
| 近畿広域圏                         | 毎日放送     | 2007年2月24日 - 5月12日        | 土曜 26:25 - 26:55 | TBS系列           | アニメシャワー 第2部                        |
| 第2期                              |              |                                |                    |                   |                                             |
| 関東広域圏                         | 東京放送     | 2008年7月3日 - 9月25日         | 木曜 25:25 - 25:55 | TBS系列           | 製作局                                      |
| 近畿広域圏                         | 毎日放送     | 2008年7月12日 - 9月27日        | 土曜 26:25 - 26:55 | TBS系列           | アニメシャワー 第2部                        |
| 中京広域圏                         | 中部日本放送 | 2008年7月17日 - 10月16日       | 木曜 27:00 - 27:30 | TBS系列           |                                             |
| 日本全域                           | BS-i         | 2008年7月24日 - 10月16日       | 木曜 24:30 - 25:00 | BS放送            |                                             |
| 日本全域                           | BS-TBS       | 2009年10月17日・10月24日       | 土曜 24:30 - 25:00 | BS放送            | 特別編                                      |
| 第3期                              |              |                                |                    |                   |                                             |
| 関東広域圏                         | TBSテレビ    | 2010年1月7日 - 3月25日         | 木曜 25:29 - 25:59 | TBS系列           | 製作局                                      |
| 近畿広域圏                         | 毎日放送     | 2010年1月14日 - 4月1日         | 木曜 25:55 - 26:25 | TBS系列           |                                             |
| 中京広域圏                         | 中部日本放送 | 2010年1月14日 - 4月1日         | 木曜 26:00 - 26:30 | TBS系列           |                                             |
| 日本全域                           | BS-TBS       | 2010年1月30日 - 4月17日        | 土曜 24:30 - 25:00 | BS放送            |                                             |
| 日本全域                           | BS-TBS       | 2010年10月23日・10月30日       | 土曜 25:00 - 25:30 | BS放送            | 特別編                                      |
| ひだまりスケッチ×SP                |              |                                |                    |                   |                                             |
| 日本全域                           | BS-TBS       | 2011年10月29日・11月5日        | 土曜 25:30 - 26:00 | BS放送            |                                             |
| 第4期                              |              |                                |                    |                   |                                             |
| 関東広域圏                         | TBSテレビ    | 2012年10月4日 - 12月20日       | 木曜 25:25 - 25:55 | TBS系列           | 製作局                                      |
| 近畿広域圏                         | 毎日放送     | 2012年10月8日 - 12月24日       | 月曜 26:50 - 27:20 | TBS系列           |                                             |
| 韓国全域                           | ANIPLUS      | 2012年10月9日 - 12月25日       | 火曜 24:30 - 25:00 | CS放送 ネット配信 | リピート放送あり 韓国語字幕あり             |
| 中京広域圏                         | 中部日本放送 | 2012年10月11日 - 2013年1月10日 | 木曜 26:00 - 26:30 | TBS系列           |                                             |
| 日本全域                           | BS-TBS       | 2012年10月20日 - 2013年1月12日 | 土曜 25:00 - 25:30 | BS放送            |                                             |
| ひだまりスケッチ 沙英・ヒロ 卒業編 |              |                                |                    |                   |                                             |
| 日本全域                           | BS-TBS       | 2013年11月29日                 | 金曜 27:00 - 28:00 | BS放送            | 2話連続放送 『夢の彼方に』は2時間に短縮放送 |

2012年1月7日より1クール、TOKYO MX（E!TV枠）・群馬テレビ・とちぎテレビの3局同時ネットで第1期・第2期のセレクション放送（実質的な再放送）を行った。独立局での実質再放送にもかかわらず、製作局であるTBSの公式サイトでこのような告知を行うのは極めて異例であった。

## 関連商品

### CD
全てランティスより発売。
なお、サウンドトラックCDは、毎回ビートルズのアルバムジャケットのパロディーとなることが恒例となっているほか、その他のCDでも既存のレコードジャケットのパロディがちらほら見られている。
| タイトル                                                                                                  | アーティスト名 | 発売日         | 品番         |
| 主題歌CD                                                                                                  | 主題歌CD | 主題歌CD       | 主題歌CD     |
| --- | --- | -------------- | ------------ |
| スケッチスイッチ （テレビアニメ『ひだまりスケッチ』オープニングテーマ）                                   | 阿澄佳奈 水橋かおり 新谷良子 後藤邑子 | 2007年1月24日  | LACM-4338    |
| 芽生えドライブ （テレビアニメ『ひだまりスケッチ』エンディングテーマ）                                     | marble | 2007年2月21日  | LACM-4347    |
| ?でわっしょい （テレビアニメ『ひだまりスケッチ×365』オープニングテーマ）                                  | ゆの（阿澄佳奈） 宮子（水橋かおり） ヒロ（後藤邑子） 沙英（新谷良子） | 2008年7月23日  | LACM-4511    |
| 流星レコード （テレビアニメ『ひだまりスケッチ×365』エンディングテーマ）                                   | marble | 2008年8月6日   | LACM-4512    |
| できるかなって☆☆☆ （テレビアニメ『ひだまりスケッチ×☆☆☆』オープニングテーマ）                              | ゆの（阿澄佳奈） 宮子（水橋かおり） ヒロ（後藤邑子） 沙英（新谷良子） | 2010年1月27日  | LASM-4044    |
| さくらさくら咲く 〜あの日君を待つ 空と同じで〜 （テレビアニメ『ひだまりスケッチ×☆☆☆』エンディングテーマ） | marble | 2010年2月10日  | LASM-4045    |
| 気まぐれ、じゃんけんポンっ!/nora （テレビアニメ『ひだまりスケッチ×SP』オープニング/エンディングテーマ）   | ゆの（阿澄佳奈） 宮子（水橋かおり） ヒロ（後藤邑子） 沙英（新谷良子） marble                                                                                             | 2011年11月23日 | LASM-4118    |
| おーぷん☆きゃんばす （テレビアニメ『ひだまりスケッチ×ハニカム』オープニングテーマ）                       | ゆの（阿澄佳奈） 宮子（水橋かおり） ヒロ（後藤邑子） 沙英（新谷良子） 乃莉（原田ひとみ） なずな（小見川千明）                                                            | 2012年10月24日 | LASM-4148    |
| 夢ぐも （テレビアニメ『ひだまりスケッチ×ハニカム』エンディングテーマ）                                    | marble | 2012年11月7日  | LASM-4149    |
| キャラクターソングCD                                                                                      | |                |              |
| ひだキャラ                                                                                                | ゆの（阿澄佳奈） 宮子（水橋かおり） ヒロ（後藤邑子） 沙英（新谷良子） 吉野屋先生（松来未祐） うめ先生（蒼樹うめ）                                                        | 2007年9月5日   | LACA-5685    |
| ×365 キャラクターソング Vol.1 ゆの                                                                        | ゆの（阿澄佳奈） | 2008年9月10日  | LACM-4525    |
| ×365 キャラクターソング Vol.2 宮子                                                                        | 宮子（水橋かおり） | 2008年9月10日  | LACM-4526    |
| ×365 キャラクターソング Vol.3 ヒロ                                                                        | ヒロ（後藤邑子） | 2008年9月10日  | LACM-4527    |
| ×365 キャラクターソング Vol.4 沙英                                                                        | 沙英（新谷良子） | 2008年9月10日  | LACM-4528    |
| ×365 キャラクターソング Vol.5 吉野屋先生                                                                  | 吉野屋先生（松来未祐） | 2008年11月5日  | LACM-4541    |
| ×365 キャラクターソング Vol.6 校長先生                                                                    | 校長先生（チョー） | 2008年11月5日  | LACM-4542    |
| ×365 キャラクターソング Vol.7 うめ先生                                                                    | うめ先生（蒼樹うめ） | 2009年1月21日  | LACM-4554    |
| ひだまりんぐsongs 〜ひだまりスケッチ×☆☆☆ キャラクターソング集〜                                           | ゆの（阿澄佳奈） 宮子（水橋かおり） ヒロ（後藤邑子） 沙英（新谷良子） 乃莉（原田ひとみ） なずな（小見川千明） 吉野屋先生（松来未祐） 校長先生（チョー）                  | 2010年12月22日 | LASA-5078    |
| ひだまループ×エブリデイ♪                                                                                  | ゆの（阿澄佳奈） 宮子（水橋かおり） ヒロ（後藤邑子） 沙英（新谷良子） 乃莉（原田ひとみ） なずな（小見川千明） 吉野屋先生（松来未祐） 校長先生（チョー） 智花（釘宮理恵） | 2013年11月27日 | LASA-5152    |
| サウンドトラック、イメージソング、ベストアルバムなど                                                      | |                |              |
| ひだまりスケッチ オリジナルサウンドトラック                                                               | 菊谷知樹 | 2007年4月25日  | LACA-5631    |
| 『ひだまりスケッチ×365』イメージソング集「ひだま〜ぶる」                                                  | marble | 2008年9月26日  | LACA-5822    |
| ひだまりスケッチ×365 オリジナルサウンドトラック                                                           | 菊谷知樹 | 2008年10月8日  | LACA-5817    |
| HIDAMARILAND GO LAND                                                                                      | ひだまりのみんな／marble | 2009年3月25日  | LACM-4579    |
| ひだまりスケッチ×☆☆☆ オリジナルサウンドトラック 「ひだまり・でいず・ないと」                              | 菊谷知樹 | 2010年3月24日  | LASA-5041    |
| 『ひだまりスケッチ×☆☆☆』イメージソング集 「ひだま〜ぶる×☆☆☆」                                             | marble | 2010年5月12日  | LASA-5045    |
| 『ひだまりスケッチ×ハニカム』イメージソング集 「ひだま〜ぶる×ハニカム」                                   | marble | 2012年12月26日 | LASA-5146    |
| ひだまり荘で、待ってます。 （主題歌ベストアルバム）                                                       | | 2013年2月27日  | LASA-5147〜8 |
| ドラマCD                                                                                                  | |                |              |
| ひだまりスケッチ×365 ドラマCD                                                                             | ゆの（阿澄佳奈） 宮子（水橋かおり） ヒロ（後藤邑子） 沙英（新谷良子） 吉野屋先生（松来未祐） 校長先生（チョー） うめ先生（蒼樹うめ）他                                   | 2008年9月26日  | LACA-5811    |

### DVD・Blu-ray Disc
アニプレックスより発売。特典として各話に阿澄佳奈、水橋かおり、新谷良子、後藤邑子のレギュラー4名とゲスト1名によるオーディオコメンタリーが収録されている。ただし、第2期以降のDVD通常版にはオーディオコメンタリーは収録されていない。DVDのアスペクト比は全て16:9レターボックスサイズ。
BD-BOXは、2012年7月25日に第1期が、同年8月22日に第2期が、2014年3月26日に第3期が、2017年3月22日に第4期がそれぞれ発売された。
| 巻数                    | 収録内容                                                          | 発売日         | 品番                                      |
| ----------------------- | ----------------------------------------------------------------- | -------------- | ----------------------------------------- |
| ひだまりスケッチ Vol.1  | 第1話／第2話                                                      | 2007年3月28日  | ANSB-2551                                 |
| ひだまりスケッチ Vol.2  | 第3話／第4話                                                      | 2007年4月25日  | ANSB-2552                                 |
| ひだまりスケッチ Vol.3  | 第5話／第6話                                                      | 2007年5月23日  | ANSB-2553                                 |
| ひだまりスケッチ Vol.4  | 第7話／第8話                                                      | 2007年6月27日  | ANSB-2554                                 |
| ひだまりスケッチ Vol.5  | 第9話／第10話                                                     | 2007年7月25日  | ANSB-2555                                 |
| ひだまりスケッチ Vol.6  | 第11話／第12話                                                    | 2007年8月22日  | ANSB-2556                                 |
| ひだまりスケッチ 特別編 | 全2話（特別編1／特別編2） 『ひだまりラジオ』3枚組CD（限定版のみ） | 2007年10月24日 | 限定版：ANZB-2557〜2560 通常版：ANSB-2557 |

| 巻数                        | 収録内容 | 発売日         | 品番                                      |
| --------------------------- | --- | -------------- | ----------------------------------------- |
| ひだまりスケッチ×365 Vol.1  | 本編（第1話／第2話） ドラマCD 1枚（限定版のみ） | 2008年9月24日  | 限定版：ANZB-3651 通常版：ANSB-3651       |
| ひだまりスケッチ×365 Vol.2  | 本編（第3話／第4話） 特典DVD 1枚（限定版のみ） | 2008年10月22日 | 限定版：ANZB-3653 通常版：ANSB-3653       |
| ひだまりスケッチ×365 Vol.3  | 本編（第5話／第6話） 全巻収納スペシャルDISCケース（限定版のみ） | 2008年11月26日 | 限定版：ANZB-3655 通常版：ANSB-3655       |
| ひだまりスケッチ×365 Vol.4  | 本編（第7話／第8話） ドラマCD 1枚（限定版のみ） | 2008年12月27日 | 限定版：ANZB-3657 通常版：ANSB-3657       |
| ひだまりスケッチ×365 Vol.5  | 本編（第9話／第10話） ひだまりかるた（限定版のみ） | 2009年1月28日  | 限定版：ANZB-3659 通常版：ANSB-3659       |
| ひだまりスケッチ×365 Vol.6  | 本編（第11話／第12話） かるた読み上げCD 1枚（限定版のみ） | 2009年2月25日  | 限定版：ANZB-3661 通常版：ANSB-3661       |
| ひだまりスケッチ×365 Vol.7  | 本編（第13話／特別編EX） 特典DVD 1枚（限定版のみ） | 2009年3月25日  | 限定版：ANZB-3663 通常版：ANSB-3663       |
| ひだまりスケッチ×365 特別編 | 全2話（特別編 前編／特別編 後編） ゆの型USBメモリ『ギガっち』（限定版のみ） 『ひだまりラジオ×365』全12回（限定版のみ） 『ひだまーぶるラジオ』（限定版のみ） 『ひだまーぶるラジオ×365』（限定版のみ） | 2009年10月28日 | 限定版：ANZB-3665〜3666 通常版：ANSB-3665 |

| 巻数                        | 収録内容 | 発売日         | 品番                                                               |
| --------------------------- | --- | -------------- | ------------------------------------------------------------------ |
| ひだまりスケッチ×☆☆☆ Vol.1  | 本編（第1話／第2話） キャラクターCD Vol.1 ゆの（限定版のみ）                                                        | 2010年3月24日  | Blu-ray限定版：ANZX-9581 DVD限定版：ANZB-9581 DVD通常版：ANSB-9581 |
| ひだまりスケッチ×☆☆☆ Vol.2  | 本編（第3話／第4話） キャラクターCD Vol.2 なずな（限定版のみ）                                                      | 2010年4月21日  | Blu-ray限定版：ANZX-9583 DVD限定版：ANZB-9583 DVD通常版：ANSB-9583 |
| ひだまりスケッチ×☆☆☆ Vol.3  | 本編（第5話／第6話） キャラクターCD Vol.3 ヒロ（限定版のみ）                                                        | 2010年5月26日  | Blu-ray限定版：ANZX-9585 DVD限定版：ANZB-9585 DVD通常版：ANSB-9585 |
| ひだまりスケッチ×☆☆☆ Vol.4  | 本編（第7話／第8話） キャラクターCD Vol.4 乃莉（限定版のみ）                                                        | 2010年6月23日  | Blu-ray限定版：ANZX-9587 DVD限定版：ANZB-9587 DVD通常版：ANSB-9587 |
| ひだまりスケッチ×☆☆☆ Vol.5  | 本編（第9話／第10話） キャラクターCD Vol.5 宮子（限定版のみ）                                                       | 2010年7月21日  | Blu-ray限定版：ANZX-9589 DVD限定版：ANZB-9589 DVD通常版：ANSB-9589 |
| ひだまりスケッチ×☆☆☆ Vol.6  | 本編（第11話／第12話） キャラクターCD Vol.6 沙英（限定版のみ）                                                      | 2010年8月25日  | Blu-ray限定版：ANZX-9591 DVD限定版：ANZB-9591 DVD通常版：ANSB-9591 |
| ひだまりスケッチ×☆☆☆ 特別編 | 全2話（特別編 前編／特別編 後編） USBメモリ『みんなでギガっち!』（限定版のみ） 『ひだまりラジオ×☆☆☆』（限定版のみ） | 2010年10月27日 | Blu-ray限定版：ANZX-3668 DVD限定版：ANZB-3668 DVD通常版：ANSB-3668 |

| 巻数                | 収録内容 | 発売日         | 品番                                                               |
| ------------------- | --- | -------------- | ------------------------------------------------------------------ |
| ひだまりスケッチ×SP | 全2話（前編／後編） 『ひだまりラジオ（新録）』（限定版のみ） 撮り下ろしドラマCD+新作キャラクターソング（限定版のみ） | 2011年11月23日 | Blu-ray限定版：ANZX-6701 DVD限定版：ANZB-6701 DVD通常版：ANSB-6701 |

| 巻数                            | 収録内容                                                                                | 発売日         | 品番                                                               |
| ------------------------------- | --------------------------------------------------------------------------------------- | -------------- | ------------------------------------------------------------------ |
| ひだまりスケッチ×ハニカム Vol.1 | 本編（第1話／第2話） キャラクターデュエットCD vol.1 ゆの & 宮子（限定版のみ）           | 2012年12月26日 | Blu-ray限定版：ANZX-6771 DVD限定版：ANZB-6771 DVD通常版：ANSB-6771 |
| ひだまりスケッチ×ハニカム Vol.2 | 本編（第3話／第4話） キャラクターデュエットCD vol.2 ヒロ & 沙英（限定版のみ）           | 2013年1月23日  | Blu-ray限定版：ANZX-6773 DVD限定版：ANZB-6773 DVD通常版：ANSB-6773 |
| ひだまりスケッチ×ハニカム Vol.3 | 本編（第5話／第6話） キャラクターデュエットCD vol.3（限定版のみ）                       | 2013年2月27日  | Blu-ray限定版：ANZX-6775 DVD限定版：ANZB-6775 DVD通常版：ANSB-6775 |
| ひだまりスケッチ×ハニカム Vol.4 | 本編（第7話／第8話） キャラクターデュエットCD vol.4 吉野屋 & 校長（限定版のみ）         | 2013年3月27日  | Blu-ray限定版：ANZX-6777 DVD限定版：ANZB-6777 DVD通常版：ANSB-6777 |
| ひだまりスケッチ×ハニカム Vol.5 | 本編（第9話／第10話） キャラクターデュエットCD vol.5 沙英 & 智花（限定版のみ）          | 2013年4月24日  | Blu-ray限定版：ANZX-6779 DVD限定版：ANZB-6779 DVD通常版：ANSB-6779 |
| ひだまりスケッチ×ハニカム Vol.6 | 本編（第11話／第12話） ハニカムキャラクターCD ゆの & 宮子 & 乃莉 & なずな（限定版のみ） | 2013年5月22日  | Blu-ray限定版：ANZX-6781 DVD限定版：ANZB-6781 DVD通常版：ANSB-6781 |

| 巻数                               | 収録内容                                | 発売日         | 品番                                          |
| ---------------------------------- | --------------------------------------- | -------------- | --------------------------------------------- |
| ひだまりスケッチ 沙英・ヒロ 卒業編 | 本編（第1話／第2話） 録り下ろしドラマCD | 2013年11月27日 | Blu-ray限定版：ANZX-6995 DVD限定版：ANZB-6995 |

| 巻数                                                                      | 収録内容 | 発売日         | 品番      |
| ------------------------------------------------------------------------- | --- | -------------- | --------- |
| もうすぐひだまりスケッチ×365 ひだまりスケッチファンディスク               | 3月31日 ひだまりでいず | 2008年6月4日   | ANZB-3190 |
| 「ひだまりスケッチ」ファンディスク もうすぐ!「ひだまりスケッチ×☆☆☆」      | 第2期『ひだまりスケッチ×365』時系列順総集編 実写企画「見える"ひだまりラジオ×もうすぐ☆☆☆"」他                                             | 2009年12月23日 | ANZB-3667 |
| 「ひだまりスケッチ」ファンディスク もうすぐ!「ひだまりスケッチ×ハニカム」 | 第3期『ひだまりスケッチ×☆☆☆』総集編 「ひだまりでぃず×☆☆☆ -URA-」ビジュアルコメンタリー 実写企画「見えるひだまりラジオ×もうすぐハニカム」 | 2012年9月26日  | ANZX-6770 |

北米圏においてはDVDのみSentai Filmworksより複数枚組でシーズン単位で発売されている。音声は日本語のみで英語字幕が付く。オーディオコメンタリーは付属していない。リージョンコードが日本と異なり「1」のため標準的な日本のDVDプレーヤーでは再生不可能。
| 巻数                          | 収録内容                                                                                           | 発売日        | 品番     |
| ----------------------------- | -------------------------------------------------------------------------------------------------- | ------------- | -------- |
| Hidamari Sketch               | ひだまりスケッチ Disc1：第1話 - 第7話 Disc2：第8話 - 第12話、特別編                                | 2010年1月12日 | SF-HS100 |
| Hidamari Sketch x 365         | ひだまりスケッチ×365 Disc1：第1話 - 第5話 Disc2：第6話 - 第10話 Disc3：第11話 - 第13話、EX、特別編 | 2010年4月6日  | SF-HS200 |
| Hidamari Sketch x Hoshimittsu | ひだまりスケッチ×☆☆☆ Disc1：第1話 - 第5話 Disc2：第6話 - 第10話 Disc3：第11話 - 第12話、特別編     | 2011年7月19日 | SF-HS300 |
| Hidamari Sketch x SP          | ひだまりスケッチ×SP                                                                                | 2012年7月3日  | SF-HS310 |

## イベント
- ひだまつり - 2007年2月17日にSME乃木坂ビルにて開催
- 超ひだまつり - 2007年11月18日に横浜BLITZにて開催
- ひだまりないと - 2008年6月29日にロフトプラスワンにて開催
- 超ひだまつりZ - 2009年4月5日に東京厚生年金会館大ホールにて開催
- ひだまりないと2 - 2009年12月26日にロフトプラスワンにて開催
- 超☆ひだまつり - 2〜4時間テレビ- - 2010年2月20日にパシフィコ横浜国立大ホールにて開催
- ひだまり王決定戦FINAL - 2010年11月21日に横浜BLITZにて開催
- 超ひだまつり in 日本武道館 - 2013年3月3日に日本武道館にて開催